# Saropogon notatus
Saropogon notatus är en tvåvingeart som beskrevs av Friedrich Hermann Loew 1869. Saropogon notatus ingår i släktet Saropogon och familjen rovflugor. Inga underarter finns listade i Catalogue of Life.